# 切爾涅利夫卡
49°40′48″N 26°49′26″E / 49.68000°N 26.82389°E
切爾內利夫卡（烏克蘭語：Чернелівка）是位於烏克蘭西部的村莊，由赫梅利尼茨基州裡赫梅利尼茨基區的克拉西利夫市鎮負責管轄。該村始建於1497年，面積0.21平方公里，海拔高度287米，2001年人口750，人口密度每平方公里3,537.74人。